# Alberto Regazzoni
Alberto Regazzoni (ur. 4 maja 1983 roku w Lugano) – szwajcarski piłkarz grający na pozycji napastnika w FC Sankt Gallen. W reprezentacji Szwajcarii zadebiutował w 2006 roku. Do 23 sierpnia 2013 roku rozegrał w niej trzy spotkania.

## bibliografia
- Alberto Regazzoni w bazie National Football Teams (ang.)